# کارل شوشلین
کارل شوشلین (انگلیسی: Karl Schöchlin; ۱۳ ژوئن ۱۸۹۴ – ۷ نوامبر ۱۹۷۴) قایقران روئینگ اهل سوئیس بود.